# Douglas Rain
Douglas James Rain (Winnipeg, 9 maggio 1928 – St. Marys, 11 novembre 2018) è stato un attore e doppiatore canadese.
Il suo ruolo più famoso come doppiatore è sicuramente HAL 9000 in 2001: Odissea nello spazio e anche nel seguito 2010 - L'anno del contatto.
Ha studiato recitazione alla Banff School of Fine Arts, a Banff, in Alberta e alla Old Vic School. Ha recitato in molte opere teatrali a Stratford, in Ontario, tra cui Enrico V.

## Filmografia

### Attore

#### Cinema
- Oedipus Rex, regia di Tyrone Guthrie e Abraham Polonsky (1957)
- One Plus One, regia di Arch Oboler (1961)
- William Lyon Mackenzie: A Friend to His Country, regia di Julian Biggs  – cortometraggio (1961)
- Robert Baldwin: A Matter of Principle, regia di John Howe – cortometraggio (1961)

#### Televisione
- General Motors Presents – serie TV, 15 episodi (1953-1955, 1957-1960)
- Scope – serie TV, 1 episodio (1955)
- On Camera – serie TV, 4 episodi (1955, 1957)
- Folio – serie TV, 19 episodi (1955-1959)
- The Hill, regia di Paul Almond – film TV (1956)
- Christmas in the Market Place, regia di Basil Coleman – film TV (1956)
- Hudson's Bay – serie TV, 1 episodio (1959)
- Startime – serie TV, 3 episodi (1959-1960)
- R.C.M.P. – serie TV, 1 episodio (1960)
- Festival – serie TV, 15 episodi (1960-1963, 1966)
- Q for Quest – serie TV, 1 episodio (1961)
- Quest – serie TV, 2 episodi (1962-1963)
- Playdate – serie TV, 5 episodi (1962-1964)
- The Other Man – miniserie TV (1963)
- A Cry of Angels, regia di George Schaefer – film TV (1963)
- Twelfth Night, regia di George McCowan – film TV (1964)
- Henry V, regia di Lorne Freed, Michael Langham e George Bloomfield – film TV (1966)
- Play of the Month – serie TV, 1 episodio (1968)
- Omnibus – serie TV, 1 episodio (1968)
- Doppia sentenza (Softly Softly: Task Force) – serie TV, 1 episodio (1970)
- Talking to a Stranger – miniserie TV (1971)
- Sam Hughes's War, regia di Ronald Wilson – film TV (1984)
- Love & Larceny, regia di Robert Iscove – film TV (1985)

### Doppiatore
- The Dark Did Not Conquer, regia di Paul Almond – film TV (1963)
- 2001: Odissea nello spazio (2001: A Space Odyssey), regia di Stanley Kubrick (1968)
- Tour en l'air, regia di Grant Munro – cortometraggio (1974)
- 2010 - L'anno del contatto (2010: The Year We Make Contact), regia di Peter Hyams (1984)
- The Russian German War, regia sconosciuta (1995)
- Le profezie della fantascienza (Prophets of Science Fiction) – serie TV documentaristica, 1 episodio (2011)